# RENEXPO
Die RENEXPO ist eine der führenden Fachmessen für Regenerative Energien und Energieeffizientes Bauen und Sanieren in Europa, die jährlich auf dem Messegelände in Augsburg stattfindet und von der Messe Augsburg ASMV GmbH durchgeführt wird.

## Kennzahlen
Bei der RENEXPO im Jahr 2015 präsentierten sich insgesamt 135 Aussteller mit eigenem Stand etwa 7.500 Besuchern.
Die RENEXPO wird als Kongressmesse ausgerichtet, auf der unter anderem verschiedene Energieverbände (zum Beispiel der Bundesverband Kraft-Wärme-Kopplung oder der Bundesverband Wärmepumpe), Netzwerke (zum Beispiel der Umweltcluster Bayern oder das KUMAS) oder staatliche Institutionen (zum Beispiel das Bayerische Staatsministerium für Umwelt und Gesundheit) Vorträge abhalten. 2015 informierten sich parallel zur Veranstaltung auf dem Messegelände 290 Experten auf mehreren Fachtagungen zu aktuellen Fragen, politischen Rahmenbedingungen, Technologien und Produkten.
Darüber hinaus findet im Rahmen der RENEXPO seit 2012 ebenfalls jährlich der "Tag der Handwerker" statt, bei dem sich bauausführende Handwerker in Fachforen und Workshops speziell über Erneuerbare Energien und Energieeffizienz informieren können.

## Standort
Die RENEXPO findet seit ihrer Gründung im Jahr 2000 auf dem Gelände der Messe Augsburg statt und vergrößerte dabei über die Zeit die von den Ausstellern in Anspruch genommene Fläche: Im Jahr 2013 betrug die Bruttofläche der Messe 14.642 m².

## Messethemen
Bauen und Sanieren:
- Green building
- Holzbau

Bioenergie:
- Biogas
- Biokraftstoffe
- Holzenergie
- Kraft-Wärme-Kopplung

Regenerative Energien:
- Energiedienstleistungen
- Geothermie
- Mobilität
- Solartechnologie (Photovoltaik und Solarthermie)
- Wärmepumpen
- Wasserkraft
- Windenergie